# Ричард из Девайзеса

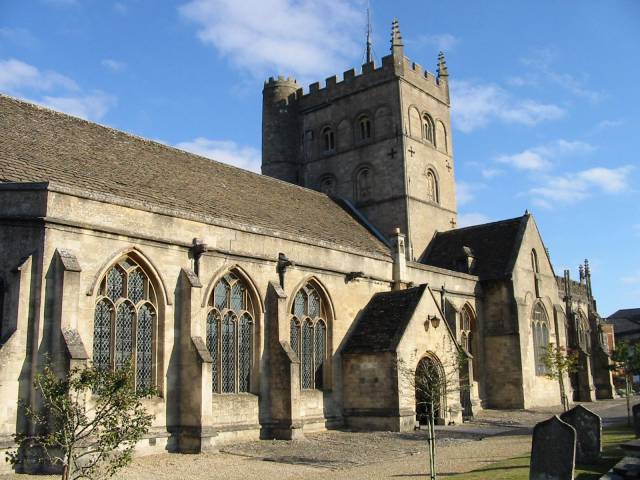
Церковь Св. Иоанна Крестителя в Девайзесе (Уилтшир), XII в.

Ричард из Девайзеса (англ. Richard of Devizes, лат. Richardus Divisiensis, около 1150 — около 1200 или 1202) — английский хронист, монах-бенедиктинец из кафедрального приората Святого Свитуна в Уинчестере, автор «Хроники времён короля Ричарда Первого» (лат. Chronicon de tempore regis Richardi primi), или «Деяний Ричарда I» (лат. De rebus gestis Ricardi Primi), а также один из составителей «Уинчестерских анналов» (лат. Annales monasterii de Wintonia).

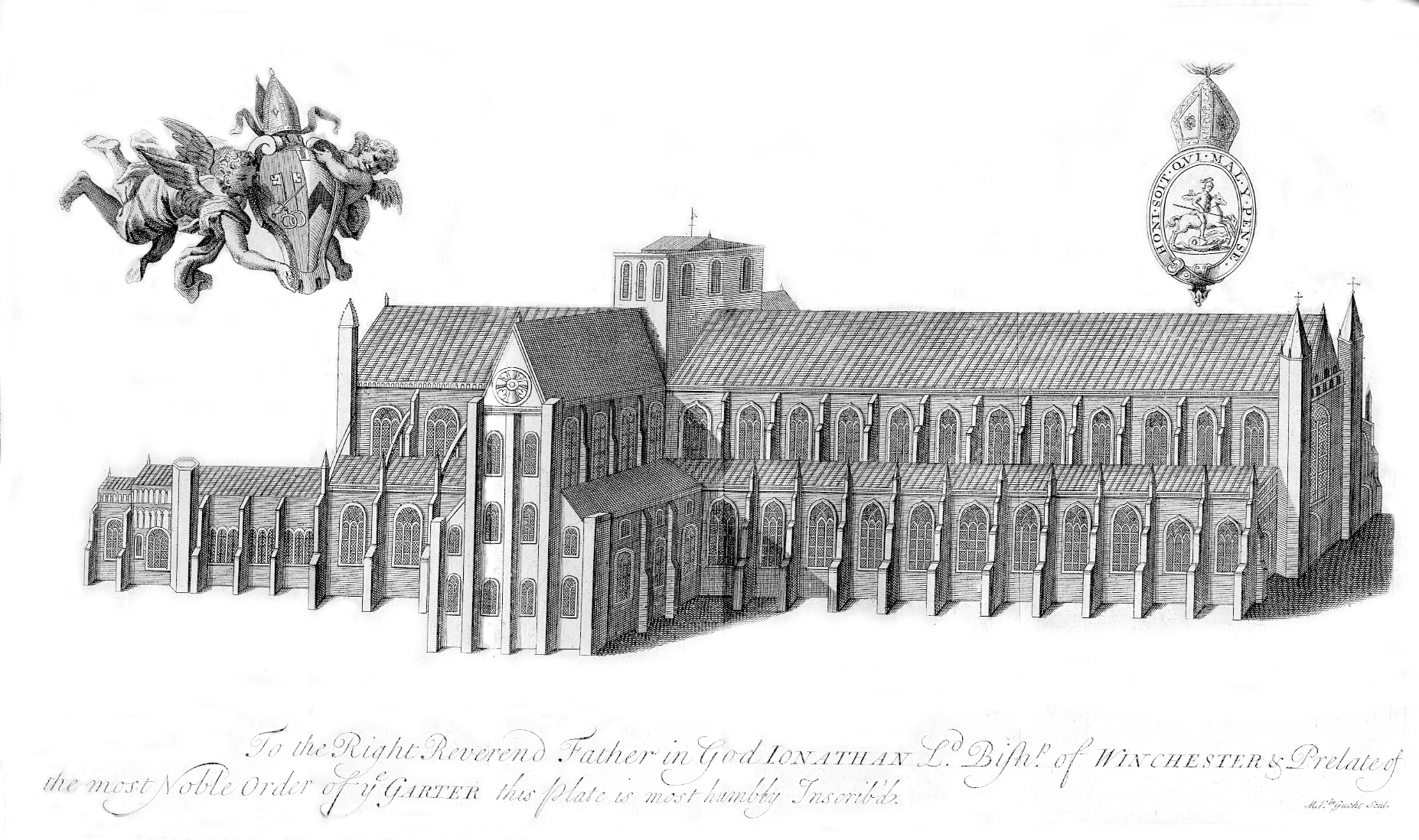
Уинчестерский кафедральный собор Св. Троицы, апостолов Петра и Павла и Св. Свитуна. Гравюра Майкла ван дер Гюхта (1723)

## Биография

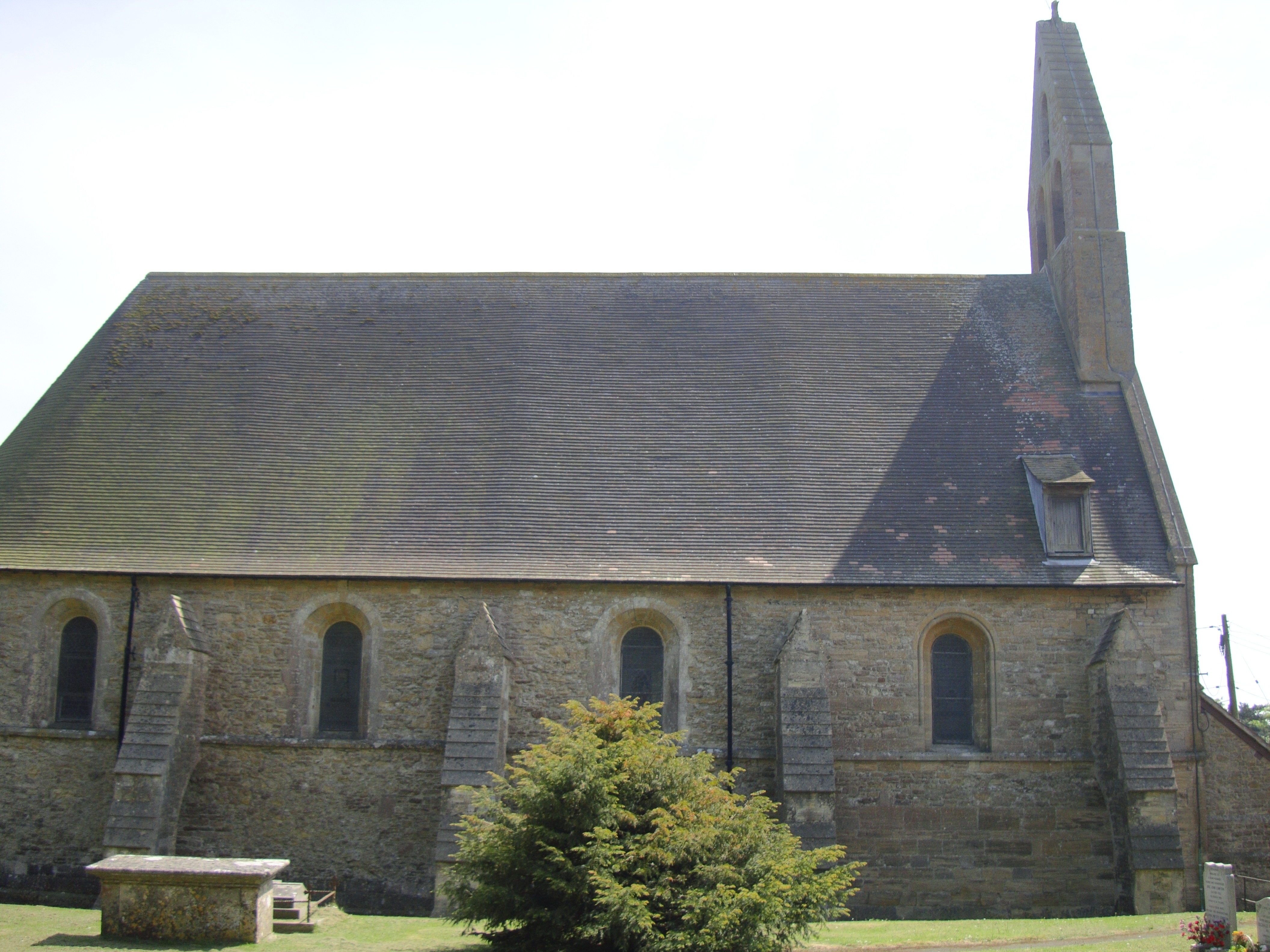
Церковь Девы Марии в Уитхем-Фрайари в Сомерсете (XII в.)

Биографические сведения фрагментарны, источником их являются лишь случайные намёки, содержащиеся в предисловии к его собственной хронике. Возможно, родился около 1150 года в Девайзесе в Уилтшире, где получил начальное духовное образование, продолженное после пострижения в кафедральном бенедиктинском приорате Святого Свитуна в Уинчестере.
По-видимому, пользовался расположением уинчестерского приора Роберта, по инициативе которого занялся летописанием. После возвращения Роберта в 1191 году в картезианский приорат в Уитхеме близ Фрума (Сомерсет), отправил ему свою хронику, сопроводив её посланием в виде пролога, а затем посещал там его, возможно, пользуясь его библиотекой.
Известный антикварий XVI века Джон Бойл приписывал ему участие в составлении «Уинчестерских анналов», или «Анналов Уинтонского монастыря» (лат. Annales monasterii de Wintonia), опубликованных в 1864 году историком Генри Ричардсом Луардом во втором томе «Анналов монастырей» из академической Rolls Series. Если эта гипотеза, нуждающаяся в дополнительных подтверждениях, верна, то получится, что Ричард пережил своего венценосного тёзку, погибшего в 1199 году в Нормандии, и, следовательно, скончался не ранее 1200-го, возможно, около 1202 года.

## Сочинения
Его латинская «Хроника времён короля Ричарда Первого» (лат. Chronicon de tempore regis Richardi primi), или «Деяния Ричарда I» (лат. De rebus gestis Ricardi Primi) (1192), охватывают неполные три года правления короля Ричарда Львиное Сердце, с момента вступления его в сентябре 1189 года на престол, и до декабря 1192 года, когда он окончательно решил покинуть Святую Землю, и представляют собой не связный и последовательный рассказ об исторических событиях, а скорее отдельные заметки о наиболее важных из них.
По времени своего создания труд Ричарда из Девайзеса, написанный, вероятно, между 1193 и 1199 годами, является наиболее ранней из хроник, посвящённых правлению легендарного короля-полководца, появившейся раньше сочинений Радульфа де Дисето (1200) и Роджера Ховеденского (1201), заметно уступая им, однако, в подробностях и обстоятельности изложения. При этом следует учитывать, что, в отличие от Радульфа, Ричард из Девайзеса не ставил себе целью составить собственную всемирную хронику, и без того попутно занимаясь летописанием своей обители, а также, в отличие от Роджера, лично не сопровождал короля Ричарда в Палестине, получая сведения о крестовом походе из вторых рук.
Поэтому, несмотря на наличие ряда оригинальных подробностей, в частности, первого упоминания театра (лат. theatrum) в средневековом Лондоне, современными исследователями Ричард считается довольно ненадёжным информатором о событиях самого Третьего крестового похода, и лишь в его рассказе о приготовлениях к последнему признаётся некоторая историческая ценность. Впервые в европейской исторической литературе, описывая коронацию Ричарда I в сентябре 1189 года, Ричард использовал термин «холокост» (лат. holocaustum) применительно к произошедшим тогда массовым погромам евреев в Лондоне, хотя ещё в античную эпоху этим словом описывалось жертвоприношение, в ходе которого жертва сжигалась целиком.
Невзирая на присущие монахам его ордена предрассудки и консерватизм, выражающиеся, в частности, в крайне пристрастных оценках лондонских обывателей, вложенных в уста наставляющего французских пилигримов еврея-сапожника, Ричард из Девайзеса является довольно проницательным наблюдателем, склоненным к сарказму. Безо всяких прикрас описывает он высокомерие лорда-канцлера и главного юстициария королевства Уильяма де Лоншана, обвиняет в мошенничестве архиепископа Руана Вальтера де Кутанса, и даже недвусмысленно намекает на неверность матери короля Алиеноры Аквитанской по отношению к её первому мужу Людовику VII Французскому. Он разделяет взгляды Гервасия Кентерберийского на причины конфликта между архиепископом Болдуином Фордским (1184—1190) и епископом Ковентри Хью Нонантом (1185—1198), вызванного ссорами последнего с духовенством своего диоцеза и совмещением им церковного поста с должностью шерифа Уорикшира, Лестершира и Стаффордшира. 
Литературный стиль Ричарда из Девайзеса довольно выразителен и эпиграмматичен, а его весьма совершенная латынь испытала явное влияние Возрождения XII века. Используя красочные метафоры, в частности, изображая короля Иоанна Безземельного как разъяренного безумца, у которого «изо рта шла пена», он нередко вкладывает в уста описываемых исторических персонажей красочные речи собственного сочинения, а также обильно цитирует не только Священное писание, но и классиков вроде Вергилия, Горация, Овидия и Лукана.
Из-за обилия подобных ссылок на античные и библейские тексты в последние годы появилась даже тенденция рассматривать его «Деяния Ричарда» не в качестве достоверного исторического свидетельства, а как своеобразный христианский памфлет c элементами сатиры, направленный против иудаизма и еврейской общины Англии. Его рассказ о ритуальных убийствах христианских мальчиков иудеями Уинчестера продолжает литературную традицию «кровавого навета», открытую его старшим современником-бенедиктинцем Томасом Монмутским в житии Св. Вильяма из Норвича (1150—1173).
Исследователи допускают также участие Ричарда в продолжении до 1202 года «Уинчестерских анналов» (лат. Annales Wintonienses), текст которых предваряет его хронику в обеих её сохранившихся рукописях.

## Рукописи и издания
Хроника Ричарда из Девайзеса сохранилась в двух основных манускриптах XIII века, одна из которых находится в библиотеке Колледжа Корпус-Кристи Кембриджского университета (MS 339), а другая — в собрании Коттона Британской библиотеки (MS Dom. A. xiii).
Первое оригинальное издание хроники Ричарда из Девайзеса выпущено было в 1838 году в Лондоне «Английским историческим обществом» под редакцией историка-архивиста Джозефа Стивенсона, сопроводившего её обширным предисловием. В нём Стивенсон, опровергая выводы Дж. Бойла, выражал сомнение в причастности хрониста к составлению «Анналов Уинтонского монастыря», что было опровергнуто позднейшими исследователями.
В 1841 году опубликован был английский перевод хроники, выполненный историком Джоном Алленом Джайлзом, к которому приложена была публикация «Описания Британии» бенедиктинца Ричарда Сайренчестерского (XIV в.), а в 1886 году она издана была Ричардом Хоулеттом в третьем томе сборника «Хроник времён правления Стефана, Генриха II и Ричарда I», вышедшего в Rolls Series.
В 1912 году британский историк Томас Эндрю Арчер включил выдержки из хроники в свой сборник «Крестовый поход Ричарда I. 1189—92», вышедший в серии «История Англии в сочинениях современников». Заново отредактированное издание хроники, подготовленное американским историком-медиевистом, помощником редактора научного журнала «The American Historical Review» Джоном Тейтом Эпплби, увидело свет в 1963 году в Лондоне, Эдинбурге, Париже, Мельбурне, Йоханнесбурге, Торонто и Нью-Йорке.

## Цитаты
О матери Ричарда I королеве Алиеноре Аквитанской:

«Королева Алиенора, жена несравненная, прекрасная и непорочная, властная и скромная, смиренная и речистая, что весьма редко встречается в женщине, двух королей она имела мужьями и двух королей сыновьями, и не ведала она ни усталости, ни лени…»
О строительстве осенью 1189 года флота для Третьего крестового похода:

«Это была большая и кропотливая работа. Первый корабль имел три отдельных руля, тринадцать якорей, тридцать весел, два паруса и три набора канатов всех видов… Был назначен опытный капитан и четырнадцать слуг ему в подчинение. На корабль были погружены сорок ценных коней, обученных для сражений, и оружие для такого же количества рыцарей. К ним добавили сорок пехотинцев, пятьдесят матросов и продовольствия на год для этого количества людей и коней… Богатства короля, чрезвычайно большие и бесценные, пошли на строительство этих кораблей…»
О еврейских погромах 1189 года в Лондоне и др. городах:

«Ныне, в год от воплощения Господа нашего 1189-й, Ричард, сын короля Генриха II от Алиеноры и брат Генриха Третьего, помазан был на царство в Англии Балдуином, архиепископом Кентерберийским, в Вестминстере, в день третий до сентябрьских нон. В день коронации, почти в тот же торжественный час, когда Сын принесен был в жертву Отцу, в Лондоне началось принесение евреев в жертву отцу их, дьяволу, и происходил этот холокост столь долго, что вряд ли окончился на следующий день. Суеверию лондонцев последовали и прочие города королевства, где жители с тем же неистовством отправляли в ад своих кровопийц…»
О сражении крестоносцев с киприотами, произошедшем в мае 1191 года под Лимасолом:

«Король в своих доспехах первым выпрыгнул из корабля и первым нанес удар мечом, однако прежде чем он смог ударить во второй раз, три тысячи поравнялись и ударили вместе с ним. Они быстро убрали с берега деревянные заграждения. Сильные люди помчались наверх в город и были не мягче львиц, у которых отбирают детеныша. Оборонявшиеся смело сражались с ними. Раненые падали и с этой стороны, и с той. Мечи с обеих сторон были пьяными от крови. Киприоты были побеждены, город и замок захвачены. Победители взяли все, что пришлось им по нраву…»
О предоставлении 8 октября 1191 году Лондону прав самоуправления:

«В тот день была пожалована и учреждена коммуна лондонцев, которой должны были повиноваться, согласно присяге, знать и духовенство города. Тогда впервые стало ясно, как не доставало королевству короля, так как ни сам король Ричард, ни его предшественник и отец король Генрих не позволили бы, чтобы подобное имело место даже за тысячу тысяч марок серебра, ибо зло, которое способно из этого произойти, может быть выражено в нескольких словах: коммуна — это развращение черни, угроза королевству, нерадивость духовенства…»
О лондонских нравах:

«Когда вы попадёте в Англию, если окажетесь в Лондоне, проезжайте через него быстро, потому что город этот мне совсем не по душе. Он вбирает в себя со всех концов Земли людей различного рода, и всякий несёт с собой свои обычаи и собственные пороки. Никто не может в нём прожить, не будучи замешанным в каком-нибудь преступлении. Каждый квартал его наполнен грубостью и пороком, и чем большим негодяем является человек, тем выше его там ценят. Я знаю, кого наставляю, вы великодушны не по годам и обладаете свежей памятью, а из этих противоположных качеств возникает умеренность суждений. Я совсем не опасался бы за вас, если бы вы не имели дурных приятелей, поскольку выработке хороших манер способствует общение…»

## Публикации
- Chronicon Ricardi Divisiensis De rebus gestis Ricardi Primi regis Angliae, edited by Richard Joseph Stevenson. — London: Sumptibus Societatis, 1838. — xi, 88 p. — (English Historical society, 1).
- The Chronicle of Richard of Devizes: Concerning the Deeds of Richard the First, King of England. Also, Richard of Cirencester’s Description of Britain. Translated and edited by John Allen Giles. — London: James Bohn, 1841. — v, 220 p.
- Ricardus Divisiensis. De rebus gestis Ricardi Primi // Chronicles of the reigns of Stephen, Henry II and Richard I, ed. by Richard Howlett. — Volume III. — London: Longman, 1886. (репринтное изд.: Cambridge University Press, 2012)
- The Crusade of Richard I. 1189—92. Extracts from the Itinerarium Ricardi, Bohâdin, Ernoul, Roger of Howden, Richard of Devizes, Rigord, Ibn Alathîr, Li Livres Eracles, Etc. Selected and arranged by Thomas A. Archer. — London: David Nutt, 1912. — xi, 395 p. — (English History by Contemporary Writers).
- The Chronicle of Richard of Devizes of the time of King Richard the First, ed. by John Tate Appleby. — London; Edinburgh; Paris; Melbourne; Johannesburg; Toronto; New York: Thomas Nelson & Sons Ltd, 1963. — xxvi, 192 p. — (Nelson’s Medieval Texts).